# Regius Professor of Obstetrics and Gynaecology (Aberdeen)
Der Regius Professor of Obstetrics and Gynaecology ist eine Regius-Professur für Gynäkologie, Geburtshilfe und Reproduktionsmedizin an der University of Aberdeen. Sie wurde 1858 durch Stiftung von Queen Victoria als Regius Chair of Midwifery gegründet.
Eine weitere Regius-Professur für Reproduktionsmedizin existiert seit 1815 an der University of Glasgow, heute ebenfalls als Regius Professor of Obstetrics and Gynaecology bezeichnet. Wie der Lehrstuhl in Aberdeen wurde dieser früher auch als Regius Professor of Midwifery bezeichnet.

## Liste der Regius Professors Obstetrics and Gynaecology
| Name                      | Namenszusatz                        | von       | bis           | Anmerkung |
| ------------------------- | ----------------------------------- | --------- | ------------- | --- |
| Robert Dyce               | M.A., M.D., F.R.S.E., F.S.A. Scot   | 1858      | 1869          | Dyce hatte zehn Jahre als Militärarzt gearbeitet und lehrte seit 1841 am Marishal College Geburtsmedizin. Als Marishal und King’s College 1860 unter dem Druck der Krone zur University of Aberdeen fusionierten verblieben nur die medizinischen Lehrstühle des Marishal Colleges und Dyce wurde erster Professor auf dem neu geschaffenen Lehrstuhl. Er hielt den Lehrstuhl bis zu seinem Tod, 1869. Privat widmete sich Dyce der Entomologie und der Ichthyologie. |
| Andrew Inglis             | M.D., F.R.C.S. EDIN                 | 1869      | 1875          | Neben Inglis bewarb sich der ebenfalls aus Edinburgh stammende Charles Bell um die Position.:82 Auf Inglis geht eine wichtige Innovation zurück; er führte als erster in Aberdeen, auf sehr kleiner Skala, ein Hospital ein, in dem Patienten für mehrere Tage verbleiben konnten. Der 1837 geborene Inglis erkrankte 1873 schwer. Er wurde durch den ehemaligen Militärarzt Alexander Vans Best vertreten, der jedoch selbst erkrankte und wie Inglis 1875 verstarb. |
| William Stephenson        | M.D., F.R.C.S. Edin.                | min. 1877 | 1912          | Stephenson war an der University of Edinburgh ausgebildet und hatte schon im Kinderkrankenhaus (Royal Hospital for Sick Children) in Edinburgh praktisch gearbeitet. Mit seiner Ernennung zum Professor war er gleichzeitig auch Gynäkologe an der Royal Infirmary, Aberdeen, geworden. Er lehrte vorwiegend praktisch und veröffentlichte viele Abhandlungen über Kinderkrankheiten sowie über die technischen Aspekte der Wehen. Stephenson zog sich 1912 vom Lehrstuhl zurück. |
| Robert Gordon M'Kerron    | Esq., M.A., M.D.                    | 1912      | 1936          | M'Kerron (andere Schreibweise Mckerron) hatte in Aberdeen studiert und seine Doktorarbeit über Komplikationen durch Eileitertumore bei Schwangerschaft, Wehen und Geburt verfasst. 1891 nahm er seine Lehrtätigkeit an der Universität Aberdeen auf. 1908 in die Reserve eingetreten wurde er 1914 aktiviert und arbeitet bis 1919 in einem Militärhospital. Vor seiner Ernennung 1912 hatte M'Kerron zwanzig Jahre als Assistent des Professors of Midwifery gearbeitet. |
| Dugald Baird              | Esq., B.Sc., M.D., D.P.H., F.C.O.G. | 1937      | 30. Sep. 1965 | Baird hatte vor der Ernennung als Assistent von Samuel James Cameron, dem Regius Professor of Midwifery an der University of Glasgow gearbeitet. Er erreichte weltweite Bekanntheit für seine Arbeiten zu Reproduktionsmedizin, Physiologie, Epidemiologie, Prolaps, Inkontinenz und der Krebsvorsorge bei Frauen. Während Bairds Amtszeit erreichte die Universitätsklinik die besten Ergebnisse im Vereinigten Königreich und eines der besten europaweit. Er zeigte als erster die Wirkungen sozialer Faktoren auf die geburtsmedizinischen Ergebnisse auf und war ein früher Befürworter der Selbstbestimmung der Frauen in Sachen der Geburtskontrolle. |
| Ian MacGillivray          | Esq., M.B., Ch.B., M.D., F.R.C.O.G. | 1965      | 1984          | MacGillivray hatte schon von 1955 bis 1961 in Aberdeen gelehrt. 1961 übernahm er die Professur für Geburtsheilkunde und Gynäkologie am St. Mary’s Hospital Medical School in London, bevor er 1965 die Regius Professur 44-jährig übernahm. 1999 wurde zu seinen Ehren das MacGillivray Academic Centre eröffnet. |
| Alexander Allan Templeton | CBE, M.D., M.R.C.O.G.               | 1985      | 1. Juni 2011  | Templeton studierte in Aberdeen und arbeitete zehn Jahre in Edinburg, bevor er nach seiner Rückkehr die Regius Professur übernahm. Er gilt als einer der führenden Fachleute für Befruchtung. 2009 wurde er für seine Verdienste um die Medizin zum CBE ernannt. |
|                           |                                     |           |               | Möglicherweise ist Siladitya Bhattacharya Templetons Nachfolger. Das konnte bisher allerdings nicht bestätigt werden. Insbesondere fehlt der Beleg eines Letters Patent. |